# ダンスうんどう
ダンスうんどうとは、北海道小樽市のプロダンサー、社交ダンス指導者である小林英夫がダンスの初心者学習法として、独自に研究開発した初心者ダンス学習法である。既存の文化とスポーツを融合させたダンススポーツの研究から考案され、学校教育と社会教育を融合させた学社融合教育を目指すものである。
2012年1月31日には、「小林メソッド ダンスうんどうCD特選第一集」が発売された。
社交ダンスの分野で、子どもや社交ダンスの入門者が楽しみながら継続できることをひとつの目標とし、ダンスを踊るために必要な基本的な動きを繰り返し正確に行うことによって短期間で無理のない習得を可能とする。また、ジュニア指導員の養成にも活用されている。さらに上級者が技術を高めさらに競技ダンスのレベルアップを図るためのダンススポーツのトレーニング手法としても活用されている。
競技ダンスにおいては、2010年アジア競技大会の競技ダンスで、ダンスうんどう塾の出身の久保田弓椰・久保田蘭羅兄妹が銀メダル、銅メダルを獲得し、三笠宮杯全日本ダンススポーツ選手権大会ラテン部門で5年連続優勝した。
三笠宮杯全日本ダンススポーツ選手権大会では、2012年までに9回、全国子どもダンスうんどう大会が開催されている。
またダンスうんどう塾の子供は、黒龍江省牡丹江で2010年5月開催の国際ダンススポーツ競技大会「極東の杯」の団体3種目で優勝、2012年5月、ロシアのハバロフスクで行われた「ロシア・ダンススポーツ大会ハバロフスク2012」の9歳以下クラスの3種目でも優勝した。
2012年9月、ダンスうんどう考案者の小林英夫に、長年五輪出場が有望な選手を育成してきたことから、日本オリンピック委員会より奨励賞が贈られた。
小樽市のダンスうんどう塾本部では年間3回学校の長期休暇に合わせてダンス合宿を行なっている。2013年3月、アメリカから特別講師を招き、全米3大ダンス競技大会のひとつ「オハイオ・スター・ボール」への出場を目指して春合宿の強化練習を実施。2012年日本オリンピック委員会から「オリンピック有望選手認定」を受けた2組と「同指導者認定」を受けた2名も練習に参加した。
講談社MOOK「ダンスタイム」の付録DVDでも「ダンスうんどう」が紹介されている。

## 内容構成
「リズム体操」は、全員で手をつなぎ輪になった隊形で、簡単なステップを踏みながら前進・後退・回転・ひねりなどの「動作の基本」を行う。イキイキ健康体操はメレンゲの下肢はステップを上肢は別の動作を行う。「サルサ」では、同じく前進・後退・回転・ひねりの動作を行うことにより「ステップの基本」を習得する。この２つを基礎として、マンボ、チャチャチャ、ルンバ、スクエアルンバ、キューバンルンバ、ジルバなどのラテン種目へと無理なくつなげて展開し、さらにワルツ、タンゴなどスタンダード種目の基本にも触れる。